# Koellensteinia graminea
Koellensteinia graminea är en orkidéart som först beskrevs av John Lindley, och fick sitt nu gällande namn av Heinrich Gustav Reichenbach. Koellensteinia graminea ingår i släktet Koellensteinia och familjen orkidéer. Inga underarter finns listade i Catalogue of Life.

## Bildgalleri

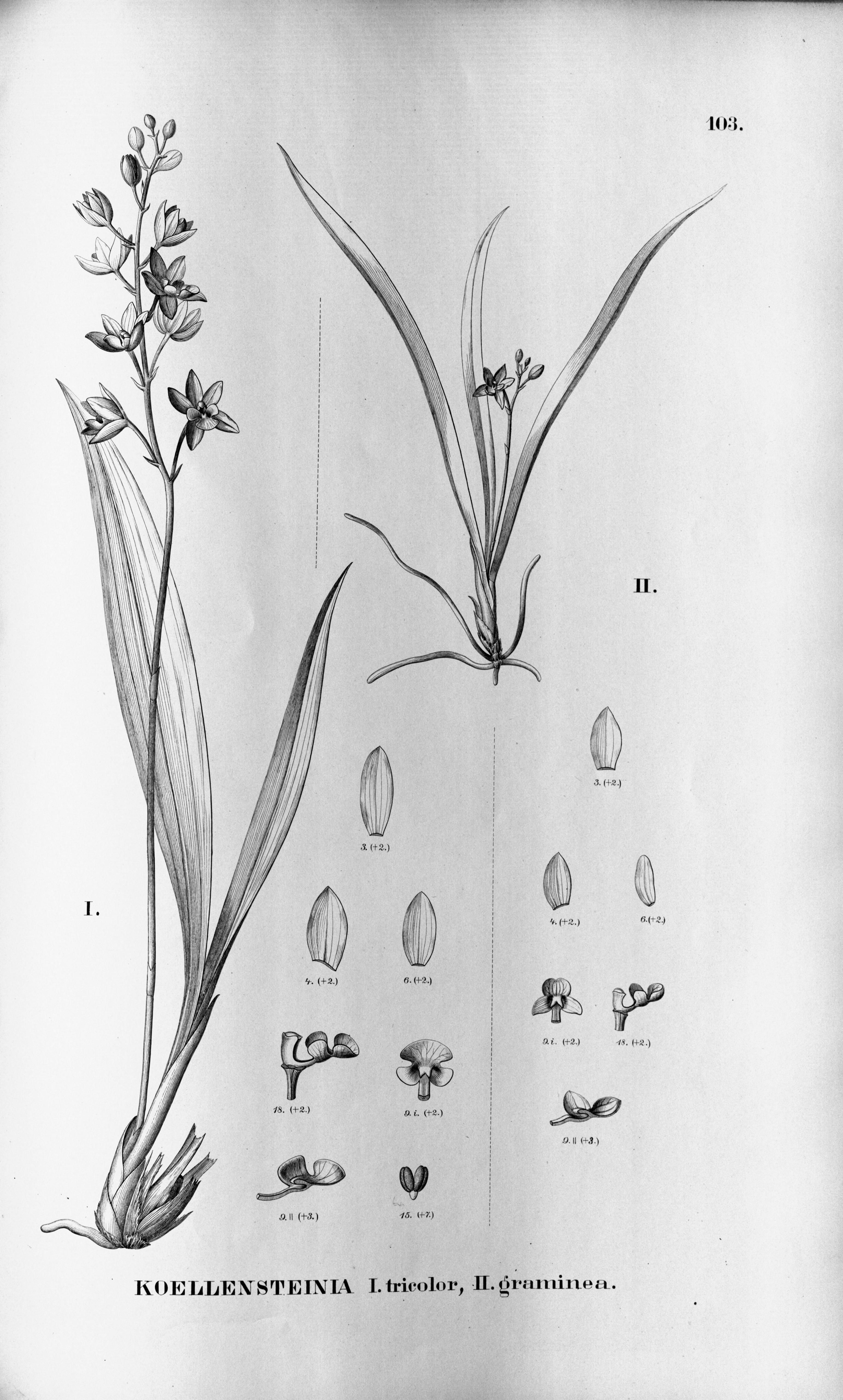